# Xã Penn, Quận Osborne, Kansas
Xã Penn (tiếng Anh: Penn Township) là một xã thuộc quận Osborne, tiểu bang Kansas, Hoa Kỳ. Năm 2010, dân số của xã này là 120 người.